# دیپدیوم الگانس
دیپدیوم الگانس (نام علمی: Dipodium elegans) نام یک گونه از تیره ثعلبیان است.